# Bobowate właściwe
Bobowate właściwe, motylkowate właściwe lub motylkowate (Faboideae) – podrodzina (lub rodzina – w zależności od ujęcia systematycznego) roślin należąca do rodziny bobowatych (Fabaceae). W dawniejszych systemach klasyfikacyjnych jedna z trzech podrodzin w obrębie bobowatych (obok brezylkowych i mimozowych). W miarę poznawania filogenezy bobowatych okazało się, że bobowate właściwe stanowią jedną z wielu linii rozwojowych w obrębie rodziny, potwierdzono jednak monofiletyczny charakter grupy. Zalicza się tu większość rodzajów bobowatych, bo 476 z blisko 14 tysiącami gatunków. Do tej podrodziny należą wszystkie rośliny bobowate (motylkowate) występujące dziko w Polsce.

## Charakterystyka
Kwiaty przedstawicieli tej rodziny mają charakterystyczną budowę. Dwa płatki korony otaczają słupek i pręciki, nierzadko zrośnięte tworząc tzw. „łódeczkę”. Dwa płatki boczne tworzą „skrzydełka”, a górny płatek „żagielek”. Ze względu na swoistą budowę kwiatów, dla tej podrodziny zastrzega się czasem stosowanie nazwy „motylkowate”. 

## Systematyka
Pozycja systematyczna podrodziny
|  | Detarioideae |
|  |              |
|  | Cercidoideae |
|  |              |

|  | Dialioideae                                                                                     |
|  |                                                                                                 |
|  | \| \| Faboideae – bobowate właściwe \| \| \| \| \| \| Caesalpinioideae – brezylkowe \| \| \| \| |
|  |                                                                                                 |
|  | Faboideae – bobowate właściwe                                                                   |
|  |                                                                                                 |
|  | Caesalpinioideae – brezylkowe                                                                   |
|  |                                                                                                 |

|  | Faboideae – bobowate właściwe |
|  |                               |
|  | Caesalpinioideae – brezylkowe |
|  |                               |

|  | Dialioideae                                                                                     |
|  |                                                                                                 |
|  | \| \| Faboideae – bobowate właściwe \| \| \| \| \| \| Caesalpinioideae – brezylkowe \| \| \| \| |
|  |                                                                                                 |
|  | Faboideae – bobowate właściwe                                                                   |
|  |                                                                                                 |
|  | Caesalpinioideae – brezylkowe                                                                   |
|  |                                                                                                 |

|  | Faboideae – bobowate właściwe |
|  |                               |
|  | Caesalpinioideae – brezylkowe |
|  |                               |

|  | Detarioideae |
|  |              |
|  | Cercidoideae |
|  |              |

|  | Dialioideae                                                                                     |
|  |                                                                                                 |
|  | \| \| Faboideae – bobowate właściwe \| \| \| \| \| \| Caesalpinioideae – brezylkowe \| \| \| \| |
|  |                                                                                                 |
|  | Faboideae – bobowate właściwe                                                                   |
|  |                                                                                                 |
|  | Caesalpinioideae – brezylkowe                                                                   |
|  |                                                                                                 |

|  | Faboideae – bobowate właściwe |
|  |                               |
|  | Caesalpinioideae – brezylkowe |
|  |                               |

|  | Dialioideae                                                                                     |
|  |                                                                                                 |
|  | \| \| Faboideae – bobowate właściwe \| \| \| \| \| \| Caesalpinioideae – brezylkowe \| \| \| \| |
|  |                                                                                                 |
|  | Faboideae – bobowate właściwe                                                                   |
|  |                                                                                                 |
|  | Caesalpinioideae – brezylkowe                                                                   |
|  |                                                                                                 |

|  | Faboideae – bobowate właściwe |
|  |                               |
|  | Caesalpinioideae – brezylkowe |
|  |                               |

Podział podrodziny
W obrębie podrodziny wyróżnia się tradycyjnie liczne plemiona, w znacznej części mające charakter sztuczny, toteż w analizach filogenetycznych opisuje się często grupy (np. BAPH = baphioids, DAL = dalbergioids s.l., GEN = genistoids, IRLC = Inverted Repeat Loss Clade, MILL = Indigofereae + millettioids, MIRB = mirbelioids, ROB = robinioids, SWAR = swartzioids) lub klady. Wśród blisko pół tysiąca rodzajów wiele dzieli się na setki gatunków. Najbardziej zróżnicowane rodzaje to: traganek Astragalus (2400–3270 gatunków), indygowiec Indigofera (700), klekotnica Crotalaria (700), Mirbelia s.l. (450), Tephrosia (350), desmodium Desmodium (300), Aspalanthus (300), ostrołódka Oxytropis (300), Adesmia (240), koniczyna Trifolium (240), Rhynchosia (230), łubin Lupinus (200), siekiernica Hedysarum (160), groszek Lathyrus (160), wyka Vicia (160).
Poniżej przedstawiony jest podział na plemiona i rodzaje według GRIN
plemię Abreae
- Abrus Adans. – modligroszek

plemię Amorpheae

- Amorpha L. – amorfa
- Apoplanesia C. Presl
- Dalea L. – dalea, niedołupin
- Errazurizia Phil.
- Eysenhardtia Kunth
- Marina Liebm.
- Parryella Torr. & A. Gray
- Psorothamnus Rydb.

plemię Bossiaeeae
- Aenictophyton A. T. Lee
- Bossiae Vent.
- Goodia Salisb.
- Muelleranthus Hutch.
- Platylobium Sm.
- Ptychosema Benth. ex Lindl.

plemię Brongniartieae

- Brongniartia Kunth
- Cristonia J. H. Ross
- Cyclolobium Benth.
- Harpalyce DC.
- Hovea R. Br.
- Lamprolobium Benth.
- Plagiocarpus Benth.
- Poecilanthe Benth.
- Templetonia R. Br.
- Thinicola J. H. Ross

plemię Cicereae
- Cicer L. – ciecierzyca

plemię Crotalarieae

- Aspalathus L. – aspalat
- Bolusia Benth.
- Crotalaria L. – klekotnica, krotalaria
- Lotononis (DC.) Eckl. & Zeyh.
- Pearsonia Dummer
- Rafnia Thunb.
- Robynsiophyton R. Wilczek
- Rothia Pers.
- Spartidium Pomel
- Wiborgia Thunb.

plemię Dalbergieae

- Adesmia DC.
- Aeschynomene L. – żywopłon
- Amicia Kunth
- Andira Juss. – andira
- Arachis L. – orzacha
- Brya P. Browne
- Bryaspis P. A. Duvign.
- Cascaronia Griseb.
- Centrolobium Mart. ex Benth.
- Chaetocalyx DC.
- Chapmannia Torr. & A. Gray
- Cranocarpus Benth.
- Cyclocarpa Afzel. ex Urb.
- Dalbergia L. f. – dalbergia, kostrączyna
- Diphysa Jacq.
- Discolobium Benth.
- Etaballia Benth.
- Fiebrigiella Harms
- Fissicalyx Benth.
- Geissaspis Wight & Arn.
- Geoffroea Jacq.
- Grazielodendron H. C. Lima
- Humularia P. A. Duvign.
- Hymenolobium Benth.
- Inocarpus J.R. Forst.& G.Forst.
- Kotschya Endl.
- Machaerium Pers.
- Maraniona C. E. Hughes et al.
- Nissolia Jacq.
- Ormocarpopsis R. Vig.
- Ormocarpum P. Beauv.
- Paramachaerium Ducke
- Peltiera Du Puy & Labat
- Pictetia DC.
- Platymiscium Vogel
- Platypodium Vogel
- Poiretia Vent.
- Pterocarpus Jacq.
- Ramorinoa Speg.
- Riedeliella Harms
- Smithia Aiton
- Soemmeringia Mart.
- Stylosanthes Sw.
- Tipuana (Benth.) Benth.
- Vatairea Aubl.
- Vataireopsis Ducke
- Weberbauerella Ulbr.
- Zornia J. F. Gmel.
- Zygocarpum Thulin & Lavin

plemię Desmodieae

- Alysicarpus Desv.
- Aphyllodium (DC.) Gagnep.
- Arthroclianthus Baill.
- Campylotropis Bunge – kampylotropis
- Christia Moench
- Codariocalyx Hassk.
- Dendrolobium (Wight & Arn.) Benth.
- Desmodiastrum (Prain) A. Pramanik & Thoth.
- Desmodium Desv. – desmodium
- Droogmansia De Wild.
- Eleiotis DC.
- Kummerowia Schindl.
- Leptodesmia (Benth.) Benth. & Hook. f.
- Lespedeza Michx. – lespedeza[8]
- Mecopus Benn.
- Melliniella Harms
- Nephrodesmus Schindl.
- Phyllodium Desv.
- Pseudarthria Wight & Arn.
- Pycnospora R. Br. ex Wight & Arn.
- Tadehagi H. Ohashi
- Trifidacanthus Merr.
- Uraria Desv.

plemię Dipterygeae
- Dipteryx Schreb. – tonkowiec
- Pterodon Vogel
- Taralea Aubl.

plemię Euchresteae
- Euchresta Benn.

plemię Fabeae
- Lathyrus L. – groszek
- Lens Mill. – soczewica
- Pisum L. – groch
- Vavilovia Fed.
- Vicia L. – wyka

plemię Galegeae

- Astragalus L. – traganek
- Biserrula L.
- Carmichaelia R. Br.
- Chesneya Lindl. ex Endl.
- Clianthus Sol. ex Lindl. – kliantus
- Colutea L. – moszenki
- Eremosparton Fisch. & C. A. Mey.
- Erophaca Boiss.
- Galega L. – rutwica
- Glycyrrhiza L. – lukrecja
- Gueldenstaedtia Fisch.
- Oreophysa (Bunge ex Boiss.) Bornm.
- Oxytropis DC. – ostrołódka
- Phyllolobium Fisch. ex Spreng.
- Podlechiella Maassoumi & Kaz. Osaloo
- Smirnowia Bunge
- Sphaerophysa DC.
- Spongiocarpella Yakovlev & N. Ulziykh.
- Streblorrhiza Endl.
- Swainsona Salisb.
- Tibetia (Ali) H. P. Tsui

plemię Genisteae

- Adenocarpus DC.
- Anarthrophyllum Benth.
- Argyrocytisus Frodin & Heywood
- Argyrolobium Eckl. & Zeyh.
- Calicotome Link
- Chamaecytisus Link – szczodrzeniec
- Cytisophyllum O. Lang
- Cytisus Desf. (w tym Sarothamnus Wimm. – żarnowiec)
- Dichilus DC.
- Echinospartum (Spach) Fourr.
- Erinacea Adans.
- Genista L. – janowiec
- Gonocytisus Spach
- Hesperolaburnum Maire
- +Laburnocytisus C. K. Schneid. – laburnocytisus
- Laburnum Fabr. – złotokap
- Lupinus L. – łubin
- Melolobium Eckl. & Zeyh.
- Petteria C. Presl – peteria[8]
- Podocytisus Boiss. & Heldr.
- Polhillia C. H. Stirt.
- Retama Raf.
- Sellocharis Taub.
- Spartium L. – szczodrzenica
- Stauracanthus Link
- Ulex L. – kolcolist

plemię Hedysareae

- Alhagi Gagnebin – bożodajnia
- Calophaca Fisch. ex DC.
- Caragana Fabr. – karagana
- Ebenus L. – heban
- Eversmannia Bunge
- Halimodendron Fisch. ex DC. – słonisz
- Hedysarum L. – siekiernica
- Onobrychis Mill. – sparceta
- Sartoria Boiss. & Heldr.
- Taverniera DC.

plemię Hypocalypteae
- Hypocalyptus Thunb.

plemię Indigofereae
- Cyamopsis DC.
- Indigastrum Jaub. & Spach
- Indigofera L. – indygowiec
- Microcharis Benth.
- Phylloxylon Baill.
- Rhynchotropis Harms
- Vaughania S. Moore

plemię Loteae

- Anthyllis L.  – przelot
- Antopetitia A. Rich.
- Coronilla L.  – cieciorka
- Cytisopsis Jaub. & Spach
- Dorycnium Mill.  – szyplin
- Dorycnopsis Boiss.
- Hammatolobium Fenzl
- Hippocrepis L. – konikleca
- Hymenocarpos Savi
- Kebirita Sokoloff
- Lotus L. – komonica (w tym Tetragonolobus – komonicznik)
- Ornithopus L. – seradela
- Podolotus Royle
- Scorpiurus L. – pacierzyczka, gąsionka
- Securigera DC. – topornica
- Tripodion Medik.
- Vermifrux J. B. Gillett

plemię Millettieae

- Afgekia Craib
- Aganope Miq.
- Antheroporum Gagnep.
- Apurimacia Harms
- Austrosteenisia R. Geesink
- Behaimia Griseb.
- Bergeronia Micheli
- Burkilliodendron Sastry
- Callerya Endl.
- Chadsia Bojer
- Craibia Harms & Dunn
- Craspedolobium Harms
- Dahlstedtia Malme
- Dalbergiella Baker f.
- Deguelia Aubl.
- Derris Lour. – derys
- Dewevrea Micheli
- Disynstemon R. Vig.
- Endosamara R. Geesink
- Fordia Hemsl.
- Hesperothamnus Brandegee
- Kunstleria Prain
- Leptoderris Dunn
- Lonchocarpus Kunth
- Margaritolobium Harms
- Millettia Wight & Arn. – miletia
- Mundulea (DC.) Benth.
- Ostryocarpus Hook. f.
- Paraderris (Miq.) R. Geesink
- Philenoptera Hochst. ex A. Rich.
- Piscidia L. – smorzewka
- Platycyamus Benth.
- Platysepalum Welw. ex Baker
- Pongamiopsis R. Vig.
- Ptycholobium Harms
- Pyranthus Du Puy & Labat
- Requienia DC.
- Sarcodum Lour.
- Schefflerodendron Harms
- Sylvichadsia Du Puy & Labat
- Tephrosia Pers.
- Wisteria Nutt. – glicynia, słodlin
- Xeroderris Roberty

plemię Mirbelieae

- Almaleea Crisp& P.H.Weston
- Aotus Sm.
- Callistachys Vent.
- Chorizema Labill.
- Dillwynia Sm.
- Erichsenia Hemsl.
- Euchilopsis F. Muell.
- Eutaxia R. Br.
- Gastrolobium R. Br.
- Gompholobium Sm.
- Isotropis Benth.
- Jacksonia R. Br. ex Sm.
- Latrobea Meisn.
- Leptosema Benth.
- Mirbelia Sm.
- Oxylobium Andrews
- Phyllota (DC.) Benth.
- Podolobium R. Br.
- Pultenaea Sm.
- Sphaerolobium Sm.
- Stonesiella Crisp& P.H.Weston
- Urodon Turcz.
- Viminaria Sm.

plemię Phaseoleae

- Adenodolichos Harms
- Alistilus N. E. Br.
- Amphicarpaea Elliott ex Nutt.
- Apios Fabr. – chobot
- Austrodolichos Verdc.
- Barbieria DC.
- Bolusafra Kuntze
- Butea Roxb. ex Willd. – barwognia
- Cajanus Adans. – nikla
- Calopogonium Desv.
- Camptosema Hook. & Arn.
- Canavalia Adans. – kanawalia
- Carrissoa Baker f.
- Centrosema (DC.) Benth.
- Chrysoscias E. Mey.
- Cleobulia Mart. ex Benth.
- Clitoria L. – klitoria
- Clitoriopsis R. Wilczek
- Cochlianthus Benth.
- Collaea DC.
- Cologania Kunth
- Cratylia Mart. ex Benth.
- Cruddasia Prain
- Cymbosema Benth.
- Decorsea R. Vig.
- Dioclea Kunth
- Diphyllarium Gagnep.
- Dipogon Liebm.
- Dolichopsis Hassl.
- Dolichos L. – fasolnik
- Dumasia DC.
- Dunbaria Wight & Arn.
- Dysolobium (Benth.) Prain
- Eminia Taub.
- Eriosema (DC.) Desv.
- Erythrina L. – koralodrzew, erytryna
- Flemingia Roxb. ex W. T. Aiton
- Galactia P. Browne
- Glycine Willd. – soja
- Hardenbergia Benth.
- Herpyza C. Wright
- Kennedia Vent.
- Lablab Adans. – wspięga, lablab
- Lackeya Fortunato et al.
- Luzonia Elmer
- Macropsychanthus Harms ex K. Schum. & Lauterb.
- Macroptilium (Benth.) Urb.
- Macrotyloma (Wight & Arn.) Verdc.
- Mastersia Benth.
- Meizotropis Voigt
- Mucuna Adans. – świerzbiec
- Mysanthus G. P. Lewis & A. Delgado
- Neocollettia Hemsl.
- Neonotonia J. A. Lackey
- Neorautanenia Schinz
- Neorudolphia Britton
- Nesphostylis Verdc.
- Nogra Merr.
- Ophrestia H. M. L. Forbes
- Oryxis A. Delgado & G. P. Lewis
- Otoptera DC.
- Oxyrhynchus Brandegee
- Pachyrhizus Rich. ex DC. – kłębian
- Paracalyx Ali
- Periandra Mart. ex Benth.
- Phaseolus L. – fasola
- Phylacium Benn.
- Physostigma Balf. – bobotrutka
- Pseudeminia Verdc.
- Pseudoeriosema Hauman
- Pseudovigna (Harms) Verdc.
- Psophocarpus Neck. ex DC.
- Pueraria DC. – opornik
- Ramirezella Rose
- Rhodopis Urb.
- Rhynchosia Lour.
- Shuteria Wight & Arn.
- Sinodolichos Verdc.
- Spathionema Taub.
- Spatholobus Hassk.
- Sphenostylis E. Mey.
- Strongylodon Vogel
- Strophostyles Elliott
- Teramnus P. Browne
- Teyleria Backer
- Vandasina Rauschert
- Vatovaea Chiov.
- Vigna Savi – garbipłat, wspięga, fasolnik, fasolka
- Wajira Thulin

plemię Podalyrieae

- Amphithalea Eckl. & Zeyh.
- Cadia Forssk.
- Calpurnia E. Mey.
- Cyclopia Vent.
- Liparia L.
- Podalyria Willd.
- Stirtonanthus B.-E. van Wyk & A. L. Schutte
- Virgilia Poir.
- Xiphotheca Eckl. & Zeyh.

plemię Psoraleeae

- Bituminaria Heist. ex Fabr.
- Cullen Medik.
- Hoita Rydb.
- Orbexilum Raf.
- Otholobium C. H. Stirt.
- Pediomelum Rydb.
- Psoralea L.
- Psoralidium Rydb.
- Rupertia J. W. Grimes

plemię Robinieae

- Coursetia DC.
- Genistidium I. M. Johnst.
- Gliricidia Kunth
- Hebestigma Urb.
- Lennea Klotzsch
- Olneya A. Gray
- Peteria A. Gray
- Poissonia Baill.
- Poitea Vent.
- Robinia L. – robinia, grochodrzew
- Sphinctospermum Rose

plemię Sesbanieae
- Sesbania Scop. – turi

plemię Sophoreae

- Acosmium Schott
- Airyantha Brummitt
- Alexa Moq.
- Ammodendron Fisch. ex DC.
- Amphimas Pierre ex Harms
- Angylocalyx Taub.
- Baphia Afzel. ex Lodd. et al.
- Bolusanthus Harms
- Bowdichia Kunth
- Calia Berland.
- Camoensia Welw. ex Benth. & Hook. f.
- Castanospermum A. Cunn. ex Hook.
- Cladrastis Raf. – strączyn
- Clathrotropis (Benth.) Harms
- Dalhousiea Wall. ex Benth.
- Dicraeopetalum Harms
- Diplotropis Benth.
- Dussia Krug & Urb. ex Taub.
- Guianodendron Sch.Rodr.& A.M.G.Azevedo
- Haplormosia Harms
- Leptolobium Vogel
- Leucomphalos Benth. ex Planch.
- Luetzelburgia Harms
- Maackia Rupr. – makia[8]
- Monopteryx Spruce ex Benth.
- Myrocarpus Allemão
- Myrospermum Jacq.
- Myroxylon L. f. – woniawiec
- Neoharmsia R. Vig.
- Ormosia Jacks.
- Panurea Spruce ex Benth. & Hook. f.
- Pericopsis Thwaites
- Petaladenium Ducke
- Platycelyphium Harms
- Sakoanala R. Vig.
- Salweenia Baker f.
- Sophora L. – szupin, perełkowiec, sofora
- Spirotropis Tul.
- Styphnolobium Schott – perełkowiec
- Sweetia Spreng.
- Uleanthus Harms
- Uribea Dugand & Romero
- Xanthocercis Baill.

plemię Swartzieae

- Aldina Endl.
- Amburana Schwacke & Taub.
- Ateleia (DC.) Benth.
- Baphiopsis Benth. ex Baker
- Bobgunnia J.H. Kirkbr. & Wiersema
- Bocoa Aubl.
- Candolleodendron R. S. Cowan
- Cordyla Lour.
- Cyathostegia (Benth.) Schery
- Dupuya J. H. Kirkbr.
- Exostyles Schott
- Fairchildia Britton & Rose
- Harleyodendron R. S. Cowan
- Holocalyx Micheli
- Lecointea Ducke
- Mildbraediodendron Harms
- Swartzia Schreb.
- Trischidium Tul.
- Zollernia Wied-Neuw. & Nees

plemię Thermopsideae
- Ammopiptanthus S. H. Cheng
- Anagyris L.
- Baptisia Vent. – baptysja
- Pickeringia Nutt. ex Torr. & A. Gray
- Piptanthus Sweet
- Thermopsis R. Br. – łubinnik
- Vuralia Uysal & Ertuğrul

plemię Trifolieae
- Medicago L. – lucerna
- Melilotus Mill. – nostrzyk
- Ononis L. – wilżyna
- Parochetus Buch.-Ham. ex D. Don
- Trifolium L. – koniczyna
- Trigonella L. – kozieradka